# FinFET

Fig.1 Estructura d'un transistor FinFET

FinFET (acrònim de fin field-effect transistor) és un tipus de transistor d'efecte camp de tecnologia 3D (procés no planar) i substracte silici sobre aïllant (SOI), emprat en la fabricació dels actuals microprocessadors. Els transistors FinFET aconsegueixen menor superfície en el dau de silici, a més a més de major velocitat de commutació i menor consum de potència. El FinFET va ser concebut el 2001 a la universitat de Califòrnia, Berkeley, pels investigadors Chenming Hu, Tsu-Jae King-Liu i Jeffrey Bokor.

## Paràmetres
- Avantatge dels transistors FinFET :[5]

| Paràmetre            | Detall                                                                       |
| -------------------- | ---------------------------------------------------------------------------- |
| Superfície en SI     | Permet implementar transistors per sota dels 22 nm (actualment estan a 5 nm) |
| Consum de potència   | Reducció significativa del consum elèctric.                                  |
| Tensió d'operació    | Permet treballar per sota 1V.                                                |
| Corrent de pèrdues   | Reducció típica del 90%.                                                     |
| Velocitat d'operació | Millora típica del 30%.                                                      |

## GAAFET

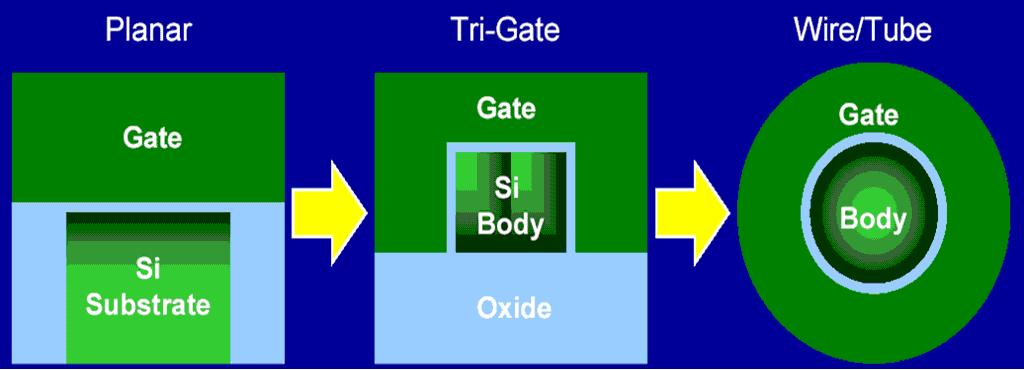
Evolució del transistor: a l'esquerra tecnologia Planar (la porta pel damunt del canal), al centre tecnologia FIN (la porta als costats laterals del canal, i a la dreta tecnologia GAAFET (la porta envolta tot el canal).

GAAFET (gate-all-around FET) o transistor FET de porta envoltada és similar al concepte de FinFET amb la diferència que el material qui forma la porta envolta la regió del canal. GAAFET són els successors dels FinFET per a implementar les tecnologies per sota de 7nm.

## Implementacions
| Empresa         | Data          | Tecnologia FinFET |
| --------------- | ------------- | ----------------- |
| GlobalFoundries | 2012          | 14 nm             |
| TSMC            | 2014          | 16 nm             |
| AMD             | Abril 2017    | 14 nm             |
| Samsung         | Març 2017     | 14 nm             |
| TSMC            | setembre 2017 | 10 nm             |